# Paregnatius
Paregnatius is een geslacht van rechtvleugeligen uit de familie veldsprinkhanen (Acrididae). De wetenschappelijke naam van dit geslacht is voor het eerst geldig gepubliceerd in 1933 door Uvarov.

## Soorten
Het geslacht Paregnatius omvat de volgende soorten:
- Paregnatius kermanicus Descamps, 1967
- Paregnatius moritzi Uvarov, 1933
- Paregnatius salavatiani Popov, 1951
- Paregnatius saltator Bey-Bienko, 1951